# 小行星8232
小行星8232（8232 Akiramizuno）是一颗绕太阳运转的小行星，为主小行星带小行星。该小行星于1997年10月26日发现。

## 轨道参数
小行星8232的轨道半长轴为2.4153705 UA，离心率为0.149。